# Guayabetal
Guayabetal là một khu tự quản thuộc tỉnh Cundinamarca, Colombia. Thủ phủ của khu tự quản Guayabetal đóng tại Guayabetal Khu tự quản Guayabetal có diện tích ki lô mét vuông. Đến thời điểm ngày 28 tháng 5 năm 2005, khu tự quản Guayabetal có dân số 4962 người.